# Payne Stewart
William Payne Stewart (* 30. Januar 1957 in Springfield, Missouri; † 25. Oktober 1999 über Mina, Vereinigte Staaten von Amerika) war ein US-amerikanischer Golfspieler auf der PGA Tour. Er konnte insgesamt elf PGA-Turniere gewinnen, seine größten Erfolge waren dabei drei Majortitel (PGA Championship 1989, U.S. Open 1991 und 1999). Im Ryder Cup vertrat er zwischen 1987 und 1999 insgesamt fünfmal die USA gegen Europa und konnte dabei drei Siege mit seinem Team feiern. Auf dem Höhepunkt seiner Karriere kam er im Jahre 1999 bei einem Flugzeugabsturz ums Leben.

## Leben/Karriere
Stewart wuchs in Springfield, Missouri, in einer golfsportbegeisterten Familie auf und wurde bereits mit vier Jahren von seinem Vater trainiert. Nach einem Golfstipendium an der Southern Methodist University, wo er ein Business-Studium abschloss, und dem Gewinn mehrerer College-Turniere (inklusive der Southwest-Conference-Meisterschaft) entschied er sich im Jahr 1979 eine Profikarriere zu beginnen. Da er sich zuerst nicht in den USA für die Tour qualifizieren konnte, spielte er zunächst Turniere in Asien und Europa, wobei er auch jeweils einen Sieg feiern konnte.
Lange Zeit als ewiger Zweiter betitelt, gelang Stewart der sportliche Durchbruch 1989 mit dem Gewinn der PGA Championship in Kemper Lakes bei Chicago.
Im Laufe seiner Karriere gewann Stewart elf Turniere der PGA Tour. Zu seinen größten Erfolgen zählen neben den Sieg bei der PGA Championship 1989 der Gewinn der US Open in den Jahren 1991 und 1999. Zudem war er zweimaliger Sieger der Hassan-II-Trophy in Marokko. Die Vereinigten Staaten vertrat er in fünf Ryder-Cup- und drei World-Cup-Mannschaften. Sein Markenzeichen waren die Knickerbocker, die er meistens trug, oft in den Vereinsfarben eines am Ort des Turniers ansässigen Sportvereins.

## Tod
Am 25. Oktober 1999 kam Payne Stewart im Alter von 42 Jahren bei einem Flugzeugabsturz mit einem Learjet 35 in South Dakota ums Leben, nachdem es, wie spätere Untersuchungen nahelegten, an Bord zuvor durch ein deaktiviertes (oder möglicherweise auch defektes) Strömungsventil zu einem plötzlichen Druckverlust gekommen war. Die genaue Ursache dafür konnte nicht ermittelt werden. Wie sich bei einer Flugrekonstruktion herausstellte, war die Checkliste für solche Situationen unvorteilhaft strukturiert. Das notwendige Aufsetzen der Sauerstoffmasken befand sich an einer Stelle, an der die Piloten wegen bereits eingetretener Hypoxie handlungsunfähig gewesen sein mussten.
Als Folge davon wurde der Hersteller der Learjets dazu verpflichtet, die Notfallcheckliste zu überarbeiten; es sollte verständlicher formuliert werden und das Aufsetzen der Sauerstoffmasken sollte als erstes genannt werden.
Kampfjets der US Air Force begleiteten den Learjet. Das Flugzeug flog führerlos seinen Tank leer und stürzte schließlich ab. Stewart und seine Begleiter waren zu diesem Zeitpunkt längst tot.
In der kanadischen Fernsehserie Mayday – Alarm im Cockpit wurde der Unfall in der ersten Folge der 16. Staffel als Deadly Silence (deutscher Titel: Tödliche Stille) nachgestellt.

## Familie

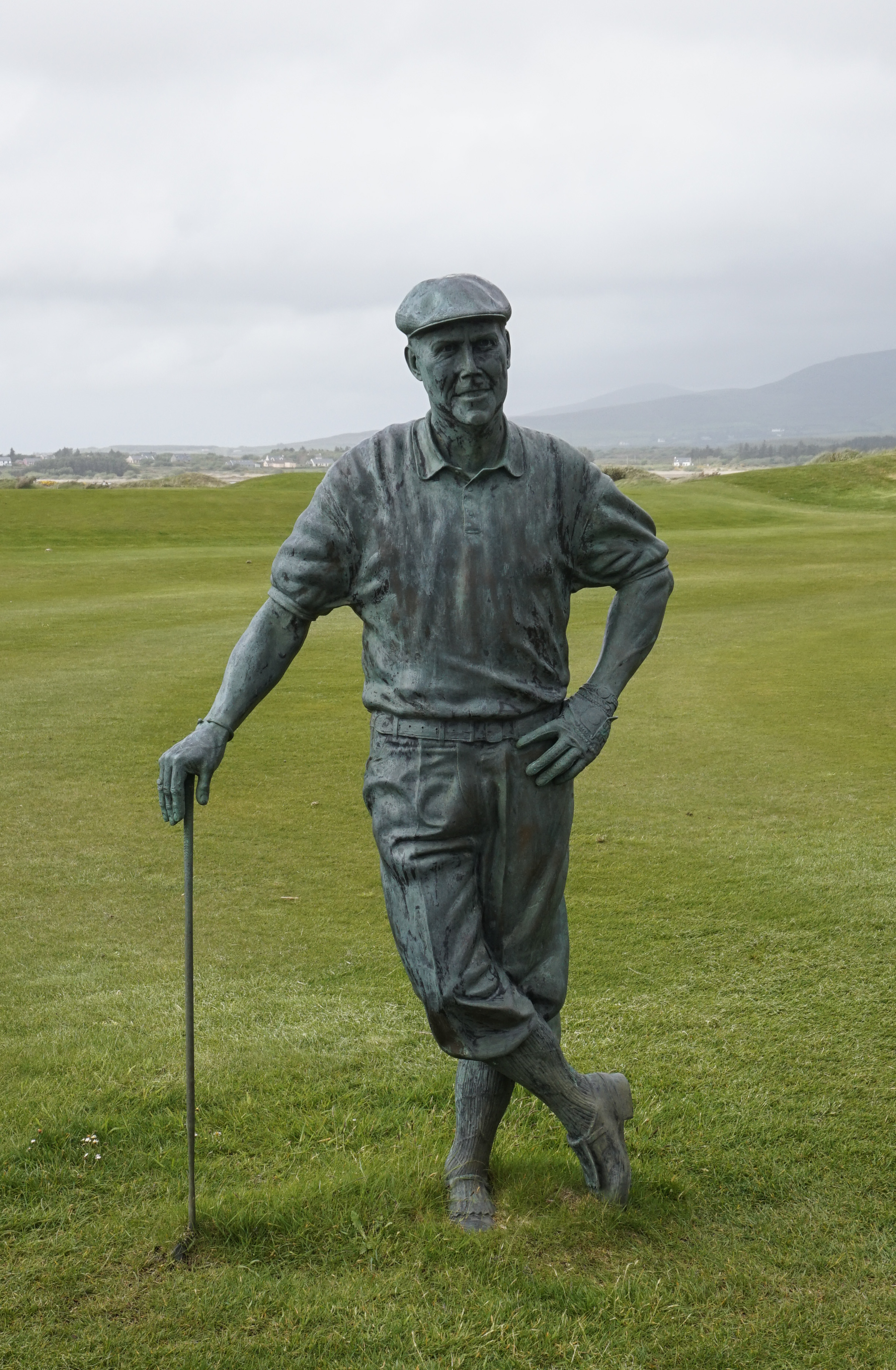
Denkmal von Payne Stewart in Irland

Stewart war seit 1984 mit der australischen Flugbegleiterin Tracey Ferguson verheiratet, die er in Asien während seiner Zeit auf der Asian Tour kennenlernte. Aus der Beziehung gingen eine Tochter (* 1985) und ein Sohn (* 1989) hervor. Die Familie lebte in Orlando, Florida. Der vielfache Golfmillionär engagierte sich im karitativen Bereich. Sein Sohn Aaron gilt mittlerweile als talentierter Amateurgolfer und wirkte in einem Film („Heilen durch Golf“) über seinen Vater mit.

## Payne Stewart Award
Zum Gedenken an Stewart vergibt die PGA of America seit dem Jahr 2000 den Payne Stewart Award an Spieler, die sich auf besondere Weise um den Sport verdient gemacht haben.

## Ergebnisse bei Major-Turnieren
| Tournament            | 1981 | 1982 | 1983 | 1984 | 1985 | 1986 | 1987 | 1988 | 1989 | 1990 | 1991 | 1992 | 1993 | 1994 | 1995 |
| --------------------- | ---- | ---- | ---- | ---- | ---- | ---- | ---- | ---- | ---- | ---- | ---- | ---- | ---- | ---- | ---- |
| The Masters           | DNP  | DNP  | T32  | T21  | T25  | T8   | T42  | T25  | T24  | T36  | DNP  | CUT  | T9   | CUT  | T41  |
| U.S. Open             | DNP  | DNP  | DNP  | CUT  | T5   | T6   | CUT  | T10  | T13  | CUT  | 1    | T51  | 2    | CUT  | T21  |
| The Open Championship | T58  | DNP  | DNP  | CUT  | 2    | T35  | T4   | T7   | T8   | T2   | T32  | T34  | 12   | CUT  | T11  |
| PGA Championship      | DNP  | CUT  | CUT  | CUT  | T12  | T5   | T24  | T9   | 1    | T8   | T13  | T69  | T44  | T66  | T13  |

| Tournament            | 1996 | 1997 | 1998 | 1999 |
| --------------------- | ---- | ---- | ---- | ---- |
| The Masters           | CUT  | DNP  | DNP  | T52  |
| U.S. Open             | T27  | T28  | 2    | 1    |
| The Open Championship | T45  | 59   | T44  | T30  |
| PGA Championship      | T69  | T29  | CUT  | T57  |

DNP = Did not play/nicht angetreten

CUT = missed the half way cut/Cut verpasst

„T“ indicates a tie for a place/geteilter Rang

Grüner Hintergrund für Siege; Gelb für Top-10-Platzierung

## Teamwettbewerbe
- Ryder Cup: 1987, 1989, 1991, 1993, 1999